# Льойгавеґур
Льойгавеґур (ісл. Laugavegur) — пішохідний шлях на південному заході Ісландії з околиці гарячих джерел Ландманнальойґар (ісл. Landmannalaugar) до льодовикової долини Тоурсмьорк (ісл. Þórsmörk). Шлях характеризується широким розмаїттям краєвидів на ділянці уздовж 55 км. Маршрут, як правило, долається упродовж 2–4 днів з можливими зупинками в гірських хатках у Графнтіннускер, Альфтаватн, Хваннгіл та Емструр.